# Mauvezin-d'Armagnac
Mauvezin-d'Armagnac (gaskonsko Mauvesin d'Armanhac) je naselje in občina v francoskem departmaju Landes regije Akvitanije. Naselje je leta 2009 imelo 106 prebivalcev.

## Geografija
Kraj leži v pokrajini Gaskonji 35 km vzhodno od Mont-de-Marsana.

## Uprava
Občina Mauvezin-d'Armagnac skupaj s sosednjimi občinami Arx, Baudignan, Betbezer-d'Armagnac, Créon-d'Armagnac, Escalans, Estigarde, Gabarret, Herré, Lagrange, Losse, Lubbon, Parleboscq, Rimbez-et-Baudiets in Saint-Julien-d'Armagnac sestavlja kanton Gabarret s sedežem v Gabarretu. Kanton je sestavni del okrožja Mont-de-Marsan.

## Zanimivosti
- cerkev Notre-Dame de Mauvezin iz 11. stoletja,
- grad Château de Briat iz 16. stoletja.